# Норман Борретт
Норман Борретт (англ. Norman Borrett, 1 жовтня 1917 — 10 грудня 2004) — британський хокеїст на траві.
Срібний призер Олімпійських Ігор 1948 року.